# Hacer gárgaras

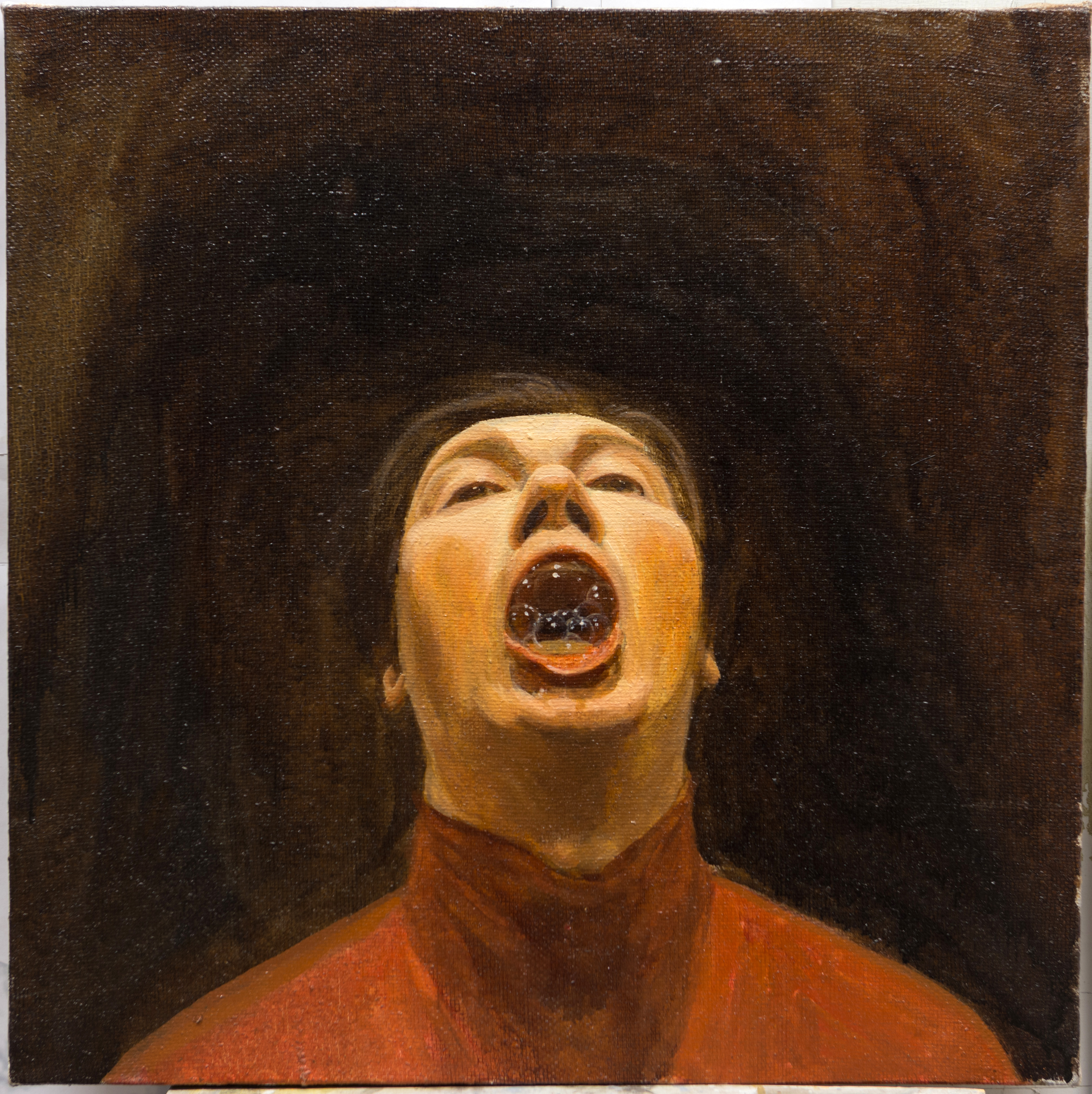
Cuadro Hacer gárgaras del artista Pavel Otdelnov

Se conoce como hacer gárgaras (del latín: gurgulio = garganta) al método de limpieza de la zona de la faringe, utilizado especialmente en caso de anginas.
Para hacer gárgaras se introduce un fluido en la boca y se inclina la cabeza levemente hacia atrás, de forma que el fluido se desplaza a la entrada de la faringe. Entonces se espira aire, el cual motiva que el fluido comience a burbujear, recordando a la ebullición de agua.
El fluido a utilizar es o bien agua o preparados para este propósito (enjuague bucal).

## Expresión popular
La expresión "vete a hacer gárgaras" significa despedir a alguien de forma tosca.